# Aissam Ait Ouakrim
Pour les articles homonymes, voir Ait.
Aissam Ait Ouakrim (né le 28 septembre 1982 à Marrakech) est un chef cuisinier marocain.

## Biographie
Aissam Ait Ouakrim se passionne très tôt pour la cuisine, il est le premier de sa famille à faire ce métier. 

### Carrière
Aissam Ait Ouakrim revendique une cuisine « marocaine-française moderne », avec toujours plus de trois éléments dans ses assiettes. Il propose des assiettes comprenant des produits de la mer et du terroir.
Il a été récompensé d'une Toque d'Or en 2014 et a remporté le 1er prix Bocuse d'Or au Maroc en 2015 et 2017. 
Il officie à l’hôtel Marchica Lagoon Resort du groupe hôtel La Mamounia à Nador. Il y forme notamment des apprentis, stagiaires et cuisiniers venus de tout le Royaume du Maroc. « Les futurs grands chefs de demain », selon le chef cuisinier. 
Il a travaillé dans de nombreuses maisons et a remporté le prix de Grand chef de demain par Le guide jaune de Gault et Millau en 2017. 
Il fut le représentant du Maroc aux Bocuse d’Or Afrique 2018.

## Style gastronomique
Sa cuisine s’inspire des traditions française et marocaine, tout en étant modernisée et plus légère. Il déclare porter une attention particulière à la qualité des matières premières qu'il utilise.

## Distinctions
- Médaille de bronze, sélection nationale cuisine internationale Marocotel « Tournoi officiel des chefs » 2010[3].
- Médaille d’argent, sélection nationale pour le trophée international Passion « Tournoi officiel des chefs » 2014
- Toque d'or internationale « Cuisine », grand prix d’excellence à Paris France 2014[4]
- Médaille de bronze du Concours mondial de la cuisine, sélection Maroc Crémai 2015, Tournoi officiel des chefs[5]
- Prix de Grand de demain par The Yellow Guide « Gault et Millau » 2017[6],[7]
- Médaille de participation à la finale du Concours mondial de la cuisine 2017 à Lyon[8]
- Médaille d'or du concours Concours mondial de la cuisine, sélection Maroc Crémai 2017 Tournoi officiel des chefs[9]
- Médaille d’or du concours Concours mondial de la cuisine Afrique 2018[10].
- Participation à la finale du Concours mondial de la cuisine 2019 à Lyon[11],[12]